# 이슬람 여성주의
이슬람 여성주의(Islamic feminism)는 이슬람교 내부에서 여성의 역할에 대해 다루는 여성주의 사조이다. 이슬람 여성주의는 모든 무슬림들이 성별에 관계없이 공적으로나 사적으로나 완전한 평등을 누리는 것을 목표로 삼는다. 이슬람 여성주의는 여성의 권리, 양성평등, 이슬람교의 뼈대에 기반한 사회정의를 옹호한다. 이슬람교에 그 뿌리를 두고 있기는 하지만 이슬람 여성주의의 선구자들은 서방 세속세계의 비이슬람 여성주의 담론의 주장들에서도 영향을 받았다. 이슬람 여성주의는 통일된 세계 여성주의 운동에 있어 중요한 역할을 맡고 있다고 평가되고 있다.
이슬람 여성주의의 옹호자들은 이슬람교에 내재된 평등의 가르침을 발굴하고, 《쿠란》, 《하디스》, 《샤리아》에 대한 가부장적 율법해석에 질문을 던지기를 독려하면서 보다 평등하고 정의로운 사회를 만들기 위해 노력한다.
아제르바이잔의 랄라 쇼브카트, 파키스탄의 베나지르 부토, 세네갈의 마메 마디오르 보예, 터키의 탄수 칠레르, 코소보의 카쿠샤 야샤리, 인도네시아의 메가와티 수카르노푸트리 등 많은 이슬람 국가에서 여성 국가정상을 배출하였다. 방글라데시에서는 칼레다 지아와 셰이크 하시나 두 여성 수상의 임기를 합치면 방글라데시의 공화 헌정 역사 중 남성 수상들보다도 임기가 더 길다.

## 관련 인물
- 레일라 아흐메드
- 카심 아민
- 엘비아 아르달라니
- 로퀴아 사카와트 후사인
- 아스마 바를라스
- 무크타란 비비
- 시린 에바디
- 파리드 에사크
- 소움야 나아마네 구에소우스
- 자입운니사 하미둘라
- 리파트 핫산
- 하미다 자반시르
- 나임 지나
- 샴순나하르 마흐무드
- 이르샤드 만지
- 파테마 메르니시
- 에브라힘 무사
- 시린 네샤트
- 아스라 노마니
- 나왈 엘 사아다위
- 후다 샤아라위
- 말라크 히프니 나시프
- 샤미마 샤이크
- 질라 후마 우스만
- 아미나 와두드
- 말랄라 유사프자이
- 라힐 라자
- 샤흘라 세르카트